# الجزار (الجزائر)
الجزار بلدة وبلدية تابعة لدائرة الجزار في ولاية بريكة بالجزائر.

## الموقع الجغرافي
تحدها شمالاً ولاية سطيف، وغرباً ولاية المسيلة وبلدية عزيل عبد القادر وأولاد عمار، وجنوباً بريكة، وشرقاً ولاية باتنة.